# Antiblemma rubrilinea
Antiblemma rubrilinea là một loài bướm đêm trong họ Erebidae.